# Röthenbach (Rodewisch)
Röthenbach (vogtländisch Riednbach) ist ein Ortsteil der sächsischen Stadt Rodewisch im Vogtlandkreis. Die früher selbstständige Landgemeinde wurde am 1. März 1994 nach Rodewisch eingemeindet.

## Geographische Lage
Röthenbach liegt am Südhang des Plohnbachtales, zwischen den Dörfern Wildenau und Plohn und hat etwa 300 Einwohner. Vom Ort führen drei Straßen in benachbarte Orte: Nach Osten führt die Wildenauer Straße, nach Süden die Rodewischer Straße und nach Westen die Plohner Straße. Die Gemarkung mit einer Gesamtfläche von 343 ha grenzt im Norden an den Landkreis Zwickau. Der Ort liegt auf rund 476 m, wobei die Hanglage hier für größere Abweichungen sorgen kann.
| Plohn  | Pechtelsgrün                                | Stangengrün |
| Abhorn | Kompassrose, die auf Nachbargemeinden zeigt | Wildenau    |
|        | Rodewisch (OL Ludwigsburg)                  |             |

## Geschichte

### Verwaltungsgeschichte
Urkundlich erwähnt wurde der Ort Ratenbach im Jahre 1140. Weitere Namensnennungen waren Rotenbach (28. Februar 1315), Rotinbach (1402), Rotembach (1450), Röthenbach (1683), Rödenbach (1768/1791) und später Röthenbach. Namensgebend ist wahrscheinlich der „rote Bach“ (Plohnbach). Damit ist Röthenbach in jedem Falle älter als Rodewisch.
Der Ort entstand vermutlich genau wie Göltzsch aus einem festen Haus heraus, das von einem Graben umgeben war, von dem Reste noch erhalten sind. 1315 unterstand der Ort dem Komtur des Deutschen Hauses von Reichenbach (Ordensritter). 1402 wurde es vom Vogt Heinrich von Plauen, mutmaßlich Heinrich IX., gekauft. 1450 kam Röthenbach in den Besitz derer von Dohna und ein Jahr später, 1451, wurde es durch Kurfürst Friedrich von Sachsen an die Familie von Metzsch verkauft. 1480 wurde der Ort an einen Cuntzen zu Zwickau verkauft. War es anfangs Auerbach zinspflichtig wurde es unter den von Metzsch, die das Dorf ab 1488 beherrschten, Plohn zugehörig. Die Zugehörigkeit zum „Rittergut Plohn obern und untern Teils“ ist auch für die Jahre 1577 und 1764 verbrieft. Röthenbach lag im Amt Plauen und später der Amtshauptmannschaft Auerbach. Noch Jahrhunderte später, 1880, war der Ort in allen Bereichen Orten des heutigen Lengenfeld zugehörig: So gehörte Röthenbach zum Amtsgerichtsbezirk Lengenfeld, dem Standesamt Plohn, der Ephorie Oelsnitz, der Parochie Plohn (Schwesterkirche Röthenbach) und zum Postbestellbezirk Lengenfeld. Das änderte sich 1950, als Röthenbach für sieben Jahre nach Wildenau eingemeindet wurde. Nach der Wiederausgliederung 1957 war Röthenbach Teil des Kreises Auerbach und wurde erst am 1. März 1994 nach Rodewisch eingemeindet. Auch die Nachbarorte Plohn mit Abhorn war Teil des Kreises Auerbach, wurde aber dann nach Lengenfeld, einer Stadt im Kreis Reichenbach, eingemeindet. Die Orte gehören heute alle zum Vogtlandkreis.

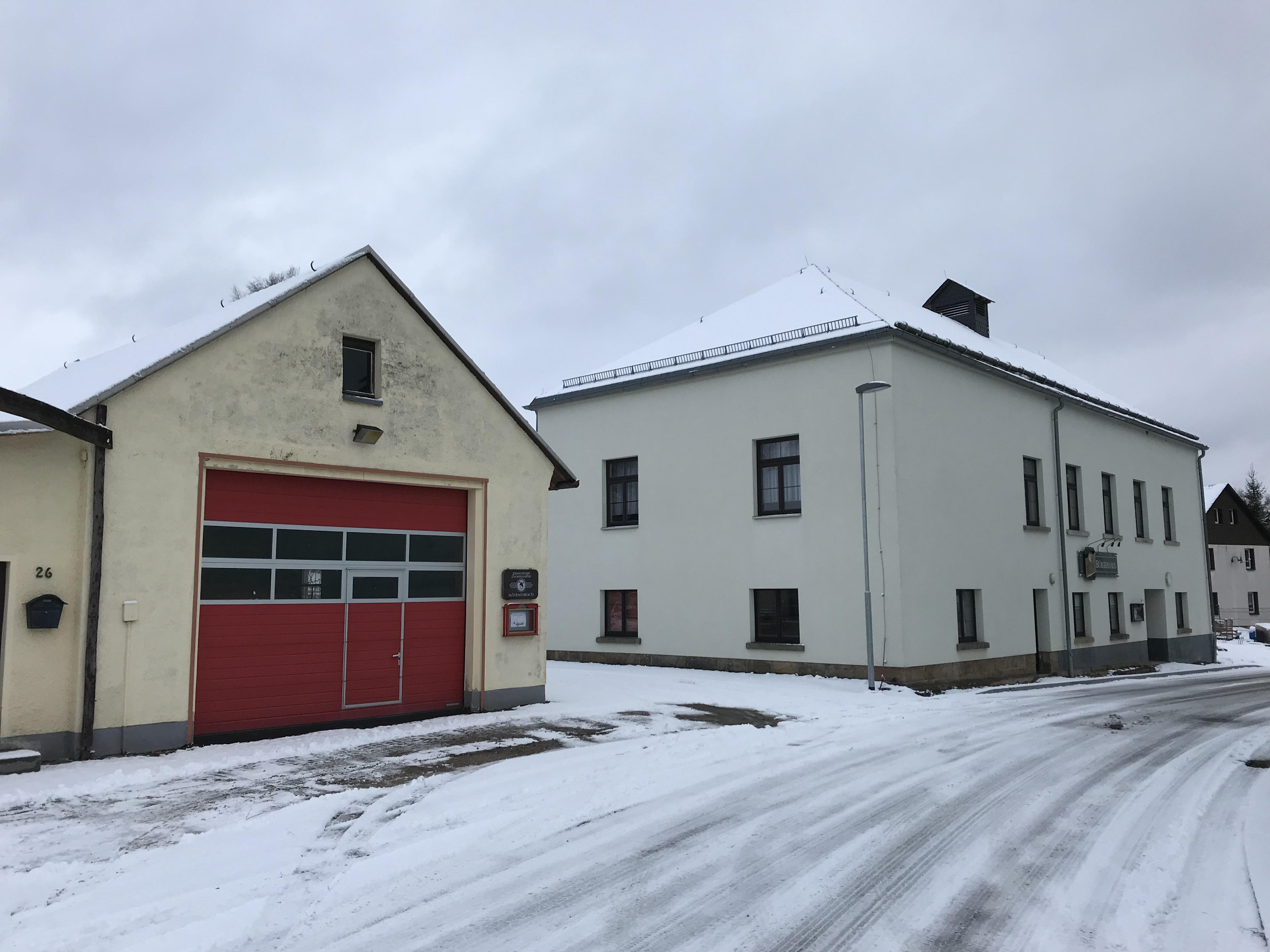
Bürgerhaus und Freiwillige Feuerwehr Röthenbach

### Dörfliche Gemeinschaft früher und  heute
Die alte Schule wurde 1819 erbaut. Die Gerichtsbarkeit ging mit Gründung des Gerichtsamtes Lengenfeld an dieses über. Ein neues Schulgebäude entstand im Jahre 1886, welches unter anderem später als Gemeinde- und Ärztehaus genutzt und 2010 abgerissen wurde.
Zur Förderung der dörflichen Gemeinschaft wurde in den Jahren 2006–2009 das Bürgerhaus mit einem Kostenumfang von ca. 600 000 Euro umfassend saniert und umgebaut. Nun ist es Heimstatt mehrerer Vereine und kann auch zu Familienfeiern angemietet werden. Die Außenanlagen sind seit Mai 2010 völlig neu gestaltet. Das Gelände bietet jetzt optisch ein ansprechendes Ambiente. Ein überdachter Grillplatz mit Sitzgelegenheiten soll nun jung und alt zur gemeinsamen Freizeitgestaltung dienen, Bäume und Hecken wurden angepflanzt, Parkplätze errichtet. Grünflächen rahmen das Anwesen ein. Die Freiwillige Feuerwehr der Ortschaft feierte am ersten Juni-Wochenende 2010 ihr 120-jähriges Bestehen. Der Dorfplatz Röthenbachs wurde 2023 neu gestaltet.

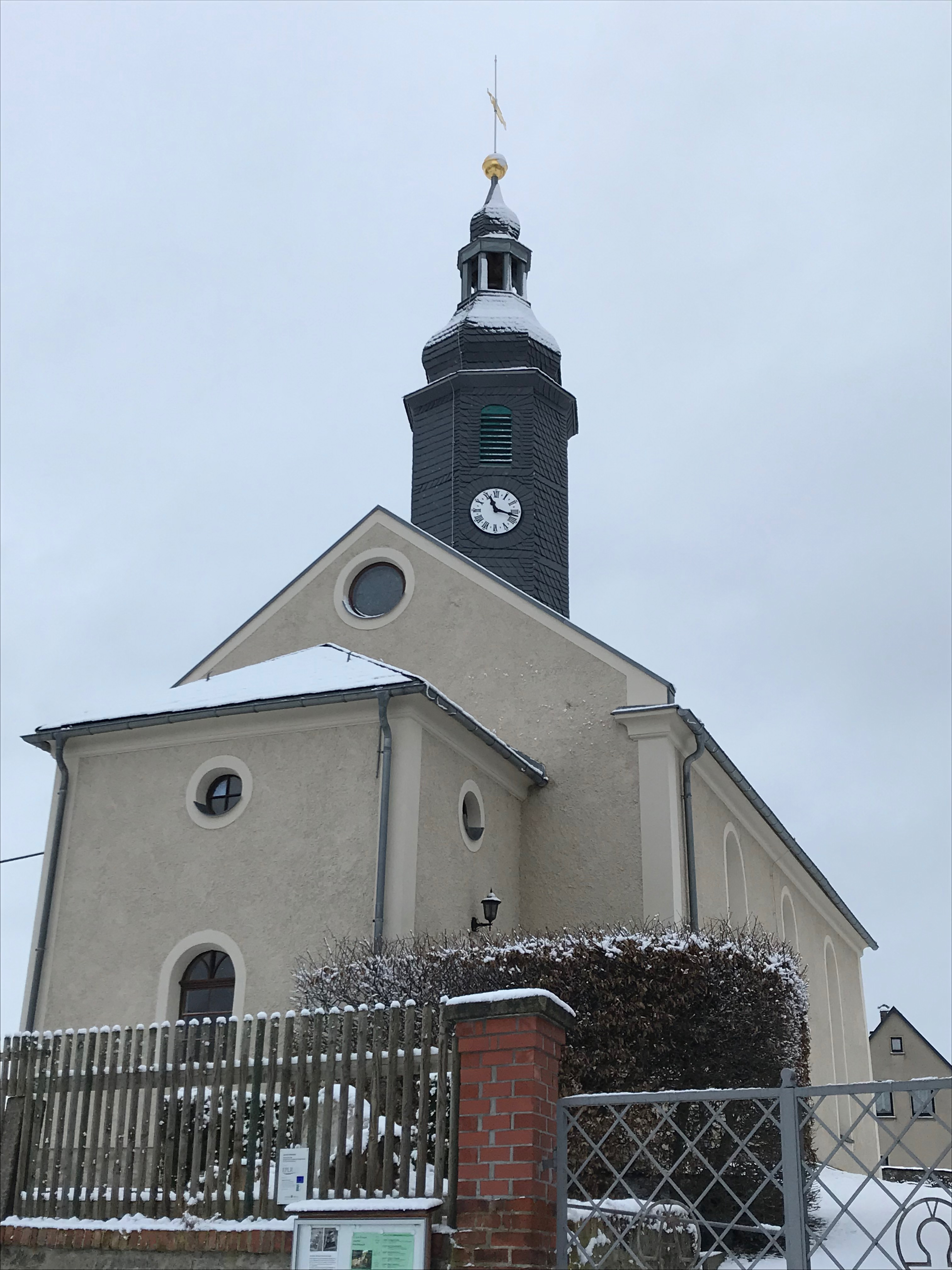
Johanniskirche mit einem Altar von Peter Breuer

### Kirche Röthenbach
1265 und 1271 wurde eine Kirchgemeinde Röthenbach erwähnt, die auch eine Kapelle in Plohn hatte. 1271 wurde die örtliche Kirche als „Dochterkirche“ der Reichenbacher bezeichnet. Die mittelalterliche Kapelle wurde 1500 saalartig erweitert. Die Pfarrei wurde an den Rittersitz Plohn verlegt und die Röthenbacher Kirche wurde zur Filialkirche. Die im 17. Jahrhundert erbaute und später erweiterte Dorfkirche St. Johannis beherbergt einen wertvollen dreiteiligen Schnitzaltar von Peter Breuer. 1858 erhielt die Kirche einen Anbau.
Die lange verwaltungsgeschichtliche Zugehörigkeit zu Plohn zeigt sich heute noch in der Kirchgemeinde Plohn-Röthenbach, die heute Teil des Kirchspiels Lengenfeld-Plohn-Röthenbach ist.

### Einwohnerstatistik
1557 lebten im Ort 21 besessene Mann, 2 Häusler und 3 Inwohner; 1764 waren es 27 besessene Mann, 6 Gärtner und 8 Häusler. 1875 lebten in 79 Häusern 544 Röthenbacher. 1880 lebten in 81 Röthenbacher Häusern 518 Personen.
| Jahr          | 1834 | 1871 | 1875 | 1880 | 1890 | 1910 | 1925 | 1939 | 1946 | 1950 | 1964 | 1990 |      |      |
| Einwohnerzahl | 437  | 510  | 544  | 518  | 569  | 680  | 663  | 673  | 725  | 704  | 569  | 383  |      |      |
| Jahr          | 2012 | 2013 | 2010 | 2011 | 2014 | 2015 | 2016 | 2017 | 2018 | 2019 | 2020 | 2021 | 2022 | 2023 |
| Einwohnerzahl | 323  | 320  | 325  | 329  | 310  | 313  | 311  | 296  | 298  | 296  | 296  | 291  | 285  | 293  |

1910 lag Röthenbach unter den 69 Kommunen der Amtshauptmannschaft Auerbach auf Rang 41 der Einwohnerstatistik. 1925 lebten 1 Katholik und 27 andersgläubige im Ort.

## Politik
Röthenbach verfügt über einen fünfköpfigen Ortschaftsrat, der in der Regel am ersten Montag im Monat tagt. Vertreten wird die Ortschaft durch den Stadtrat der Kernstadt Rodewisch.
1990 wurde einmalig ein Gemeinderat mit 11 Sitzen (5 Bürgerinitiative; je 3 CDU und CSU). Letzter Bürgermeister war der am 29. Mai 1990 vom Gemeinderat gewählte Erich Wilhelm.

## Öffentlicher Nahverkehr
Röthenbach wird von der vertakteten RufBus-Linie 65 des Verkehrsverbunds Vogtland nach Rodewisch bedient.

## Belege
1. ↑  Stadt Rodewisch – Einwohnerzahlen. Abgerufen am 27. September 2022.
2. ↑  Rodewisch: Wasserburg Röthenbach | Sachsens Schlösser. 21. Oktober 2020, abgerufen am 30. März 2024 (deutsch).
3. 1 2 3  Röthenbach (2) – HOV | ISGV. Abgerufen am 2. September 2023.
4. ↑  Alphabetisches Verzeichniss der im Königreiche Sachsen belegenen Stadt- und Landgemeinden (Seite 433)
5. ↑  Stadt Rodewisch - Röthenbach. Abgerufen am 27. September 2022.
6. ↑  Siegfried Walther: Rodewisch im Wandel der Zeit . Eine Chronik und ein wenig mehr... 31 Anhang. Hrsg.: Stadtverwaltung Rodewisch. Rodewisch 2011, ISBN 978-3-942267-16-8, S. 294.
7. ↑  Stadt Rodewisch - Dorfplatz in Röthenbach eingeweiht. Abgerufen am 30. März 2024.
8. ↑  Anonym: Alphabetisches Taschenbuch sämmtlicher im Königreiche Sachsen belegenen Ortschaften und der besonders benannten Wohnplätze. bearbeitet im Statistischen Büreau des Königlichen Ministeriums des Innern, Verlag C. Heinrich, Dresden 1877, S. 190. (alternativ online: SLUB)
9. ↑  Stadt Rodewisch - Einwohnerzahlen. Abgerufen am 21. April 2022.
10. ↑  Stadt Rodewisch - Ortsbeiräte. Abgerufen am 24. April 2022.
11. ↑  Petra del Pino, Käte Meinel: Die Wende im Kreis Auerbach. Versuch einer Chronik der Jahre 1989/1990. Hrsg.: Landratsamt des Kreises Auerbach. Verlag Treffpunkt Vogtland "Preuß und Lenk", Plauen 1992, S. 161 f. (Jahreszahl unsicher; keine ISBN angegeben).